# Fédération autonome des sapeurs pompiers professionnels et des personnels administratifs et techniques spécialisés
La fédération autonome des sapeurs pompiers professionnels et des personnels administratifs et techniques spécialisés, abrégé FA/SPP-PATS, est un syndicat professionnel affilié à la fédération autonome de la fonction publique territoriale (FAFPT). C'est une organisation syndicale corporatiste (pour les SPP et les PATS), Autonome, indépendante et complètement apolitique.

## Historique
Née en 1996, la fédération autonome des sapeurs pompiers professionnels a été rejointe par les personnels administratifs techniques et spécialisés en 2002 devenant ainsi la FA/SPP-PATS. En mars 2006, elle fait le choix de renoncer à son alliance avec l'UNSA qui affiche des orientations politiques.

## Représentativité

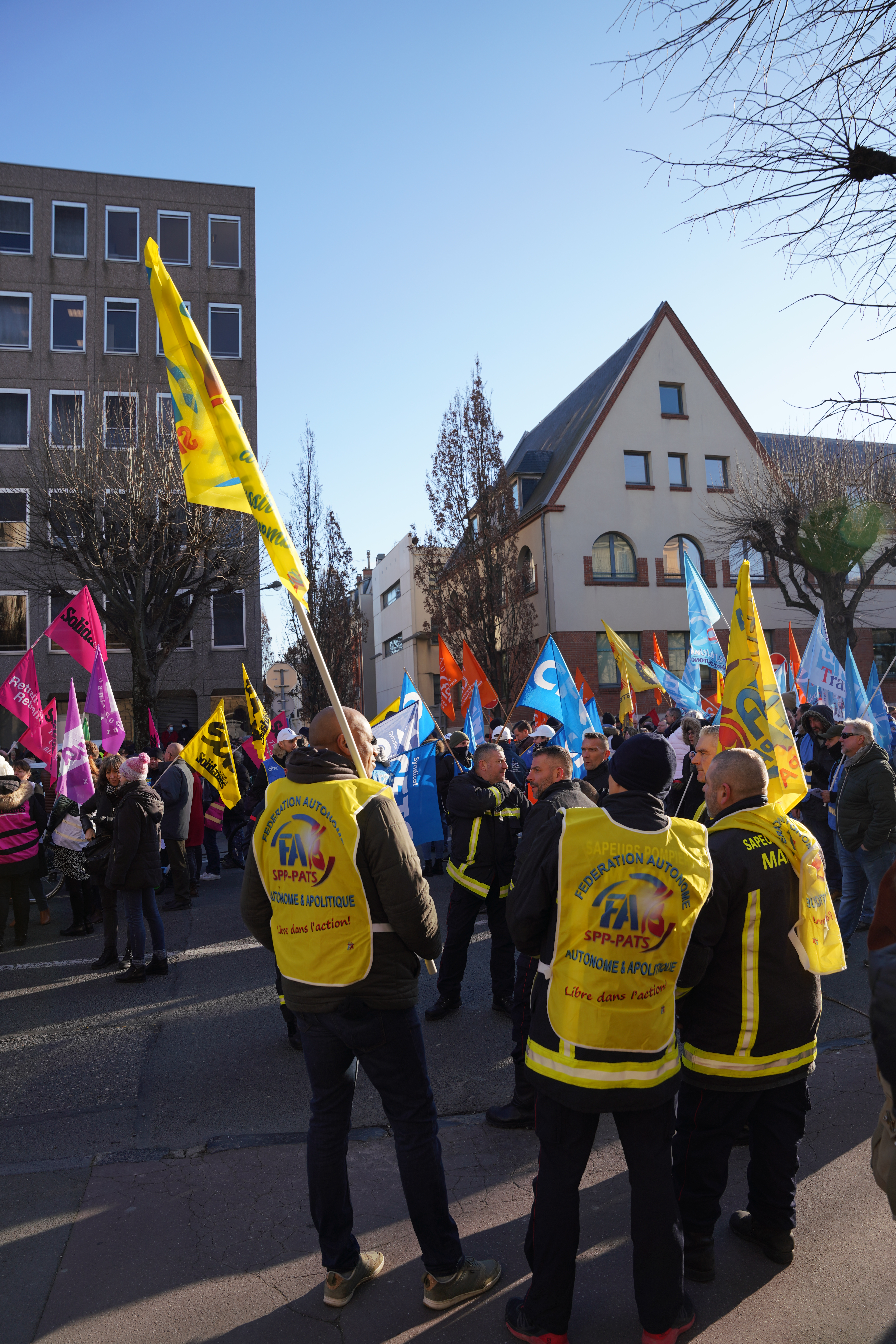
En 2023.

Lors des élections professionnelles de 2004, elle obtient 3 030 voix, tous collèges confondus, soit 15,1 % des suffrages exprimés. Elle progresse lors du scrutin de 2008, remportant 4 626 voix, soit 19,7 % des suffrages exprimés. Elle occupe ainsi la troisième place sur le champ de syndicalisation des personnels ofﬁciers et non ofﬁciers des sapeurs-pompiers professionnels.
Lors des élections professionnelles de 2014, elle progresse encore en obtenant 7944 voix et devient ainsi la première force syndicale des SDIS de France;